# Dieter Puppe
Dieter Siegmund Puppe, né le 16 décembre 1930 à Łódź et mort le 13 août 2005, est un mathématicien allemand qui a travaillé en topologie algébrique, en géométrie différentielle et en algèbre homologique. La suite de Puppe est nommée d'après lui.

## Biographie
Puppe a étudié la physique et les mathématiques à partir de 1948 l'université de Göttingen (entre autres auprès de Franz Rellich) et à partir de 1951 à l'université de Heidelberg, où enseignait, et a soutenu en 1954 une thèse dirigée par Herbert Seifert, et une habilitation en 1957. En 1960, il est devenu professeur à l'université de la Sarre à Sarrebruck. Il est retourné en 1968 à Heidelberg, où il est resté jusqu'à sa retraite en 1996, hormis des séjours comme professeur invité à l'Institute for Advanced Study (à Princeton) en 1957-1958, à l'université de Chicago en 1961 et à l'université du Minnesota à Minneapolis en 1966-1967.
Puppe a travaillé entre autres sur la théorie des nœuds (avec Martin Kneser dès les années 1950) et la théorie de l'homotopie. Il a été membre de l'Académie des sciences de Heidelberg à partir de 1972. Il a été orateur invité au congrès international des mathématiciens de 1962 à Stockholm (son exposé traitait des « correspondances » — morphismes généralisés — dans les catégories abéliennes). Il a encadré plus de quinze thèses, dont celles de Hans-Werner Henn, Rudolf Fritsch, Mónica Clapp et Tammo tom Dieck (de).

## Sélection de publications
- (de) « Korrespondenzen in abelschen Kategorien », Math. Ann., vol. 148,‎ 1962, p. 1-30 (lire en ligne)
- (de) (avec Hans-Berndt Brinkmann), Kategorien und Funktoren, Springer, coll. « Lecture Notes in Mathematics » (no 18), 1966 (ISBN 978-0-387-03601-4)
- (de) « Stabile Homotopietheorie I », Math. Ann., vol. 169,‎ 1967 (lire en ligne)
- (de) « Einhängungssätze im Aufbau der Homotopietheorie », Jahresbericht DMV,‎ 1969 (lire en ligne)
- (de) (avec Hans-Berndt Brinkmann), Abelsche und exakte Kategorien, Korrespondenzen, Springer, coll. « Lecture Notes in Mathematics » (no 96), 1969 (ISBN 978-3-540-04615-8)
- (de) (avec Tammo tom Dieck et Klaus Heiner Kamps), Homotopietheorie, Springer, coll. « Lecture Notes in Mathematics » (no 157), 1970, 265 p. (ISBN 978-3-540-05185-5) (d'après un cours de Puppe à l'université du Minnesota en 1966-67)
- (de) (avec Hans-Werner Henn), « Algebraische Topologie », dans Gerd Fischer (de) et al., Ein Jahrhundert Mathematik 1890-1990 – Festschrift zum Jubiläum des DMV, Vieweg (de), 1990
- avec Mónica Clapp : Invariants of the Lusternik-Schnirelmann type and the topology of critical sets., Trans. Amer. Math. Soc. 298 (1986), no. 2, 603–620.
- avec Mónica Clapp : Critical point theory with symmetries, J. Reine Angew. Math. 418 (1991), 1–29.